# Pensament simbòlic
El pensament simbòlic és una funció del pensament que dona significat a les percepcions. Està relacionada amb la imaginació, la metàfora i els símbols i permet una comprensió global, gràfica, sense recórrer a la verbalització ni tan sols mental. Alguns autors el distingeixen o l'oposen al pensament lògic, raonat i de càlcul, i n'hi ha un grup que en parla com els hemisferis dret o esquerre del cervell, respectivament. Per exemple, Albert Einstein va establir la seva teoria de la relativitat basant-se en el pensament simbòlic.
Jean Piaget, estudiant les etapes del desenvolupament cognitiu humà, va establir una fase que va anomenar pensament simbòlic preconceptual i que per a ell és pròpia de l'edat entre dos i quatre anys, mentre que dels quatre als set correspondria la del pensament intuïtiu. Ell considera la funció simbòlica com l'habilitat per utilitzar una cosa per representar a una altra.